# Riemenstalden
Riemenstalden é uma comuna da Suíça, no Cantão Schwyz, com cerca de 68 habitantes. Estende-se por uma área de 11,18 km², de densidade populacional de 6 hab/km². Confina com as seguintes comunas: Bürglen (UR), Morschach, Muotathal, Sisikon (UR).
A língua oficial nesta comuna é o Alemão.